# 阿凱迪亞聯合學區
阿卡迪亞聯合學區( Arcadia Unified School District, AUSD)是一所位于美国加利福尼亚州洛杉矶县亚凯迪亚市的学区。 下辖6所小学，3所初中和1所高中。 教育委員会由1名院长,1名副院长,1名书记和2名会员组成。
阿卡迪亞联合学区下辖的亚凯迪亚高中是该学区的唯一一所高中，三所初中为：第一街初中、理查·亨利·德納初中、和山麓初中。六所小學为：鮑德溫·史托克小學、卡彌諾·格羅夫小學、高地橡樹小學、冬青街小學、雨果·里德小學和朗雷路小學。

### 私立學校
以下是設在亞凱迪亞的私立學校： 
- 伯恩哈特學校
- 阿羅約太平洋學院
- 亞凱迪亞大學預備學校
- 天使小學
- serendipity教育中心
- 亞凱迪亞蒙台梭利學校
- 亞凱迪亞基督教學校
- 天使報喜天主教學校
- 歡樂年華蒙台梭利學校
- 第一長老會學校
- 聖母天使學院
- 亞凱迪亞兒童教育中心
- 杭督河預備學校